# Kafrovník lékařský
Kafrovník lékařský, nazývaný také skořicovník kafrovník (Cinnamomum camphora), je strom z čeledi vavřínovitých.

## Popis
Dospělý kafrovník je 20 až 30, výjimečně i 40 m vysoký, stálezelený strom s mohutným kmenem pokrytým světlou a velmi drsnou vertikálně rozpraskanou borkou, na jehož větvích vyrůstají kožovité listy voskovitého vzhledu. Rozmačkané listy intenzívně voní kafrem. V jarních měsících má strom velké množství drobných bílých květů. Jeho plody jsou tmavé, višním podobné, o průměru asi 1 cm.
V domovině se dožívá velmi vysokého věku; v Japonsku se nacházejí exempláře staré údajně až 1000 let.

## Oblast výskytu
Původně pochází z jižní Číny, Tchaj-wanu a Japonska. Je však pěstován i mimo svou domácí oblast, a to prakticky v celé jihovýchodní Asii – na Korejském poloostrově, na Srí Lance, v Indii; ale i v jižní části USA, ve Střední Americe, v Karibské oblasti, v Brazílii i v Jihoafrické republice. V Austrálii pak dokonce zdomácněl natolik, že se stal nebezpečným invazním druhem, který úspěšně vytlačuje z původních porostů zejména blahovičníky. Tím ohrožuje i populaci medvídka koaly.

## Využití
Dřevo, listy a kůra stromu obsahují kafrovou silici, která na vzduchu oxiduje a mění se v tuhý surový kafr. Kafrová silice se z přírodního materiálu získává destilací. K její průmyslové výrobě se používalo dřevo a kořeny stromů starých povětšinou 50 až 60 let, případně i listí ze stromů mladších. Ze silice se pak připravuje čistý kafr (Camphora naturalis raffinata). Tento produkt je někdy označován jako „japonský kafr“. V současnosti se tradiční způsob výroby udržel hlavně v Číně a na Tchaj-wanu, a to z důvodu potřeb tamního tradičního léčitelství. V průmyslu se dnes totiž používá zejména tzv. kafr technický, synteticky vyráběný z dostupnějšího pinenu, který je získáván z terpentýnového oleje extrahovaného z jehličnatých rostlin.
Kafr je bezbarvá až bílá vonná hmota, částečně krystalická, obsahující směs terpenických látek. Využití nachází zejména v lékařství a v parfumerii, kde se používá pro přípravu kosmetických a masážních přípravků, parfémů a jemných mýdel. V chemickém průmyslu je pak využíván k výrobě jiných terpenických derivátů, výbušnin, jako změkčovadlo plastických hmot, či jako složka laků a barev. Kafr zbavený safrolu se využívá k výrobě vanilkového a mátového aromatu pro potřeby potravinářského průmyslu.
Kafrovník se též využívá k výsadbě živých plotů, větrolamů a v Číně bývá též vysazován jako stínící dřevina pro ochranu čajovníkových plantáží před přímým sluncem.

Listy kafrovníku
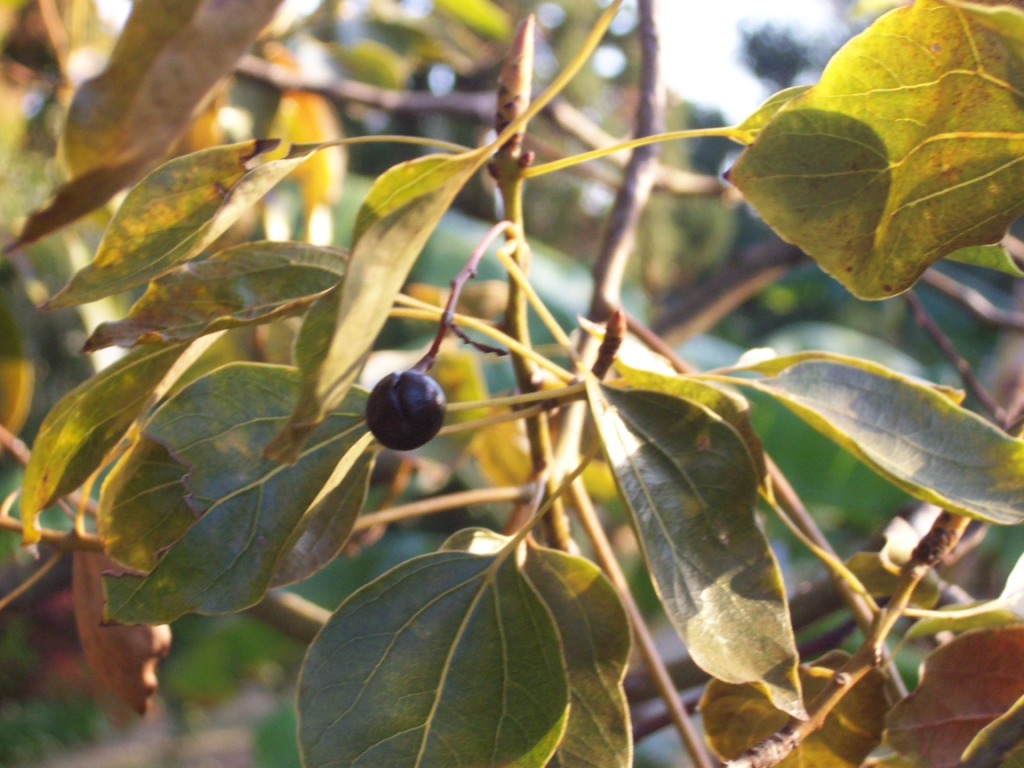
Plody kafrovníku
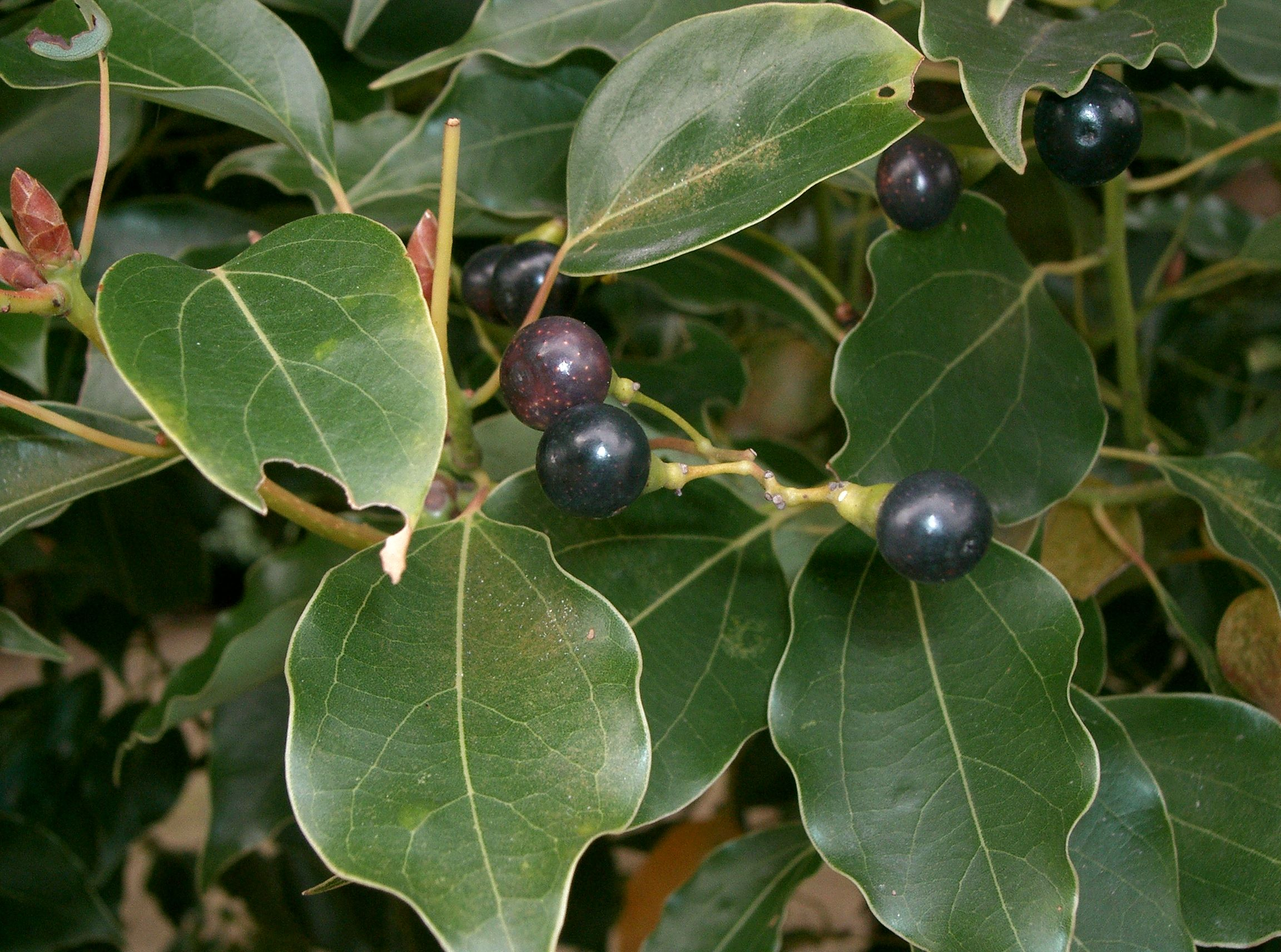
Listy a plody
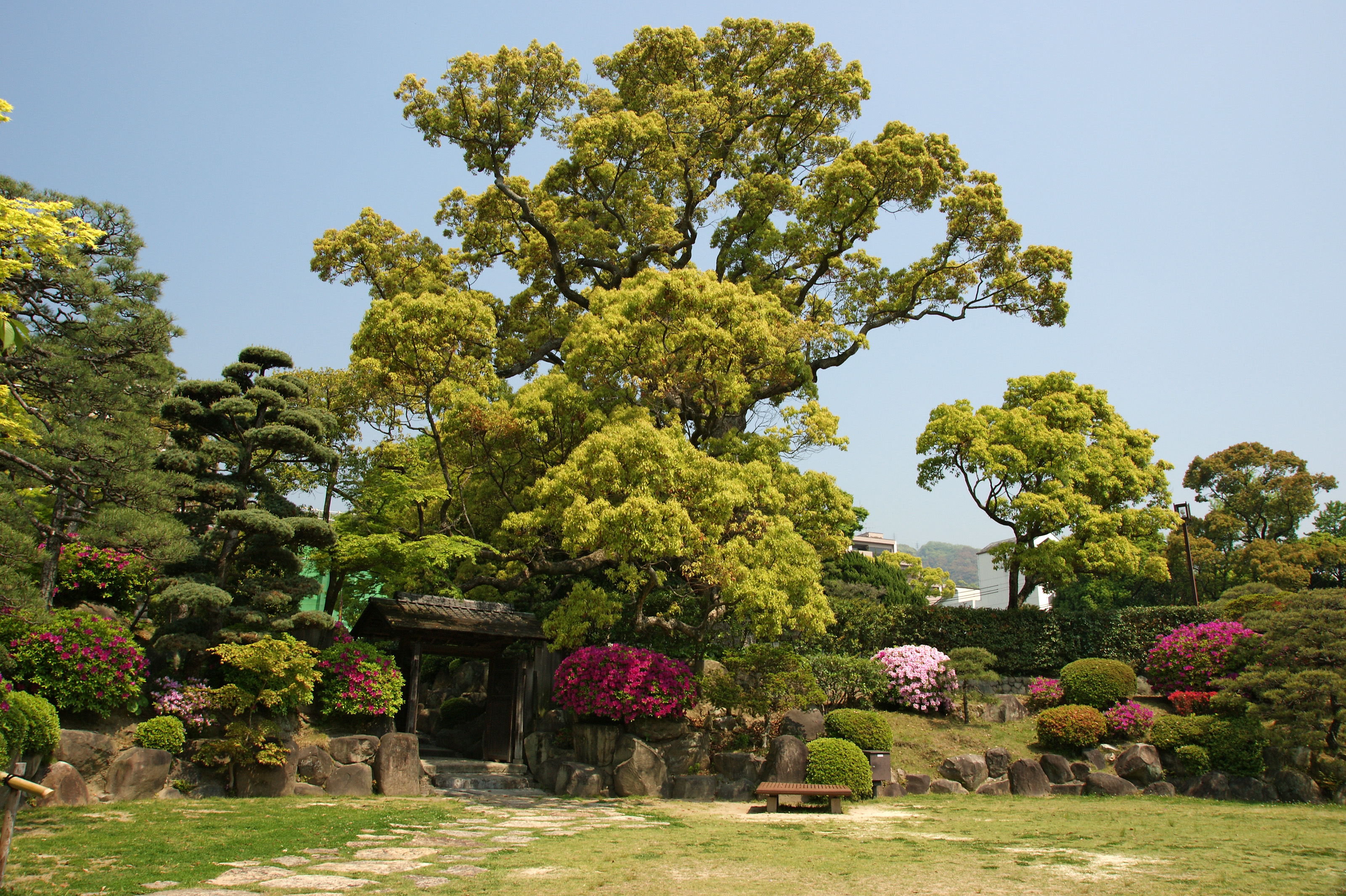
Starý strom z Japonska
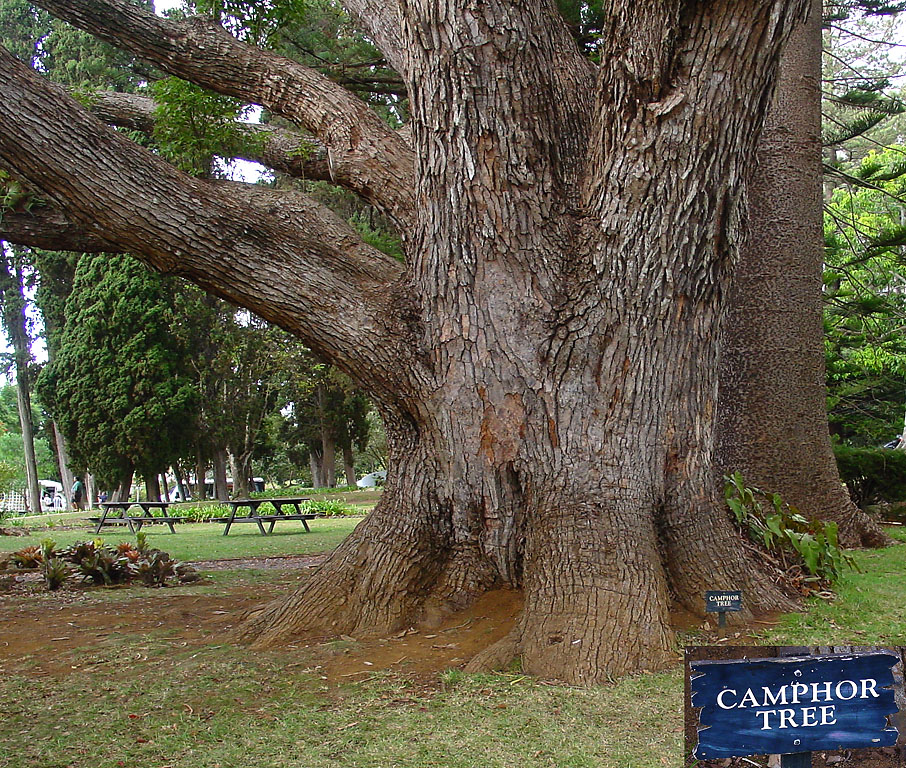
Strom z Havaje
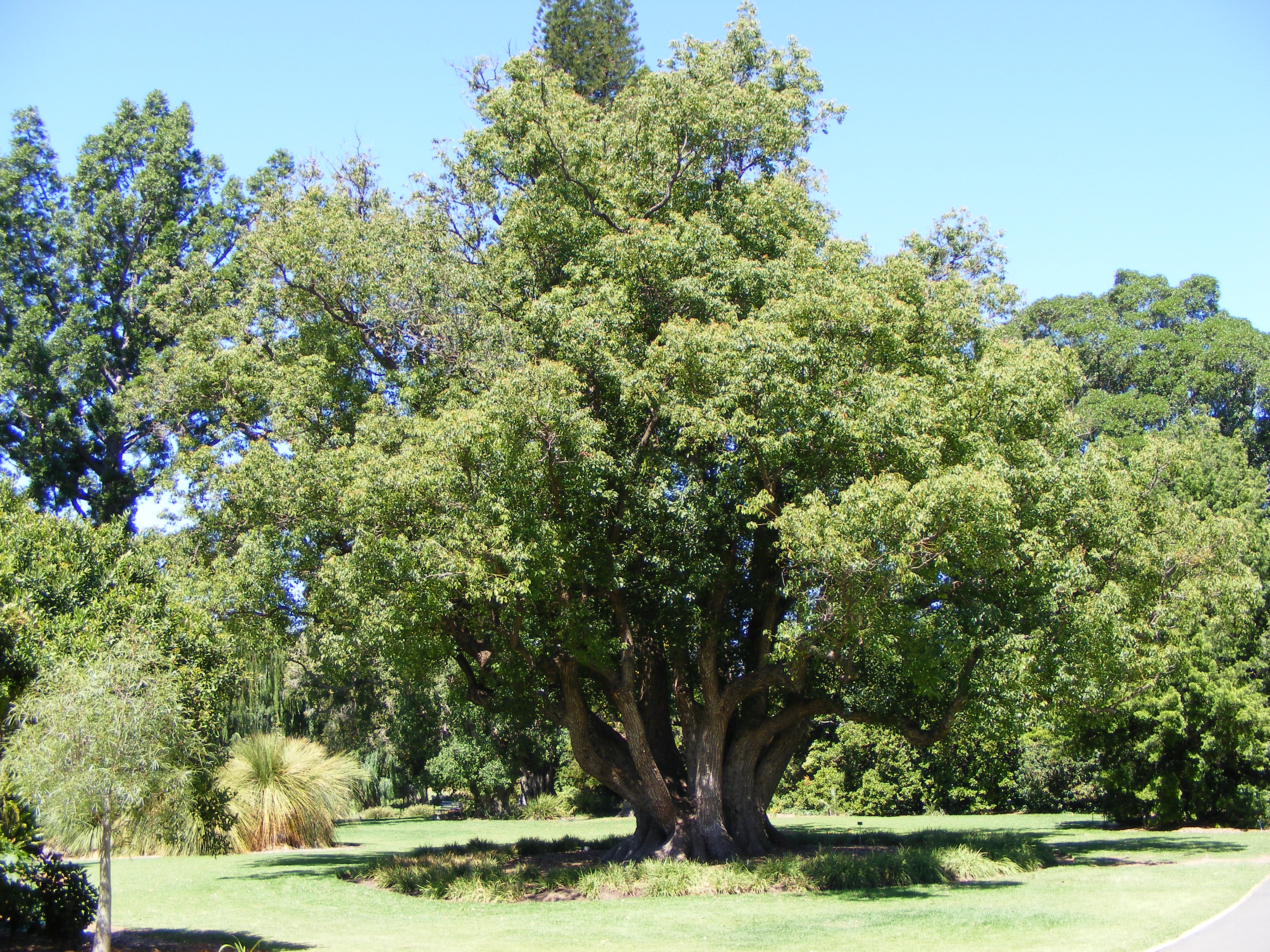
Jižní Austrálie
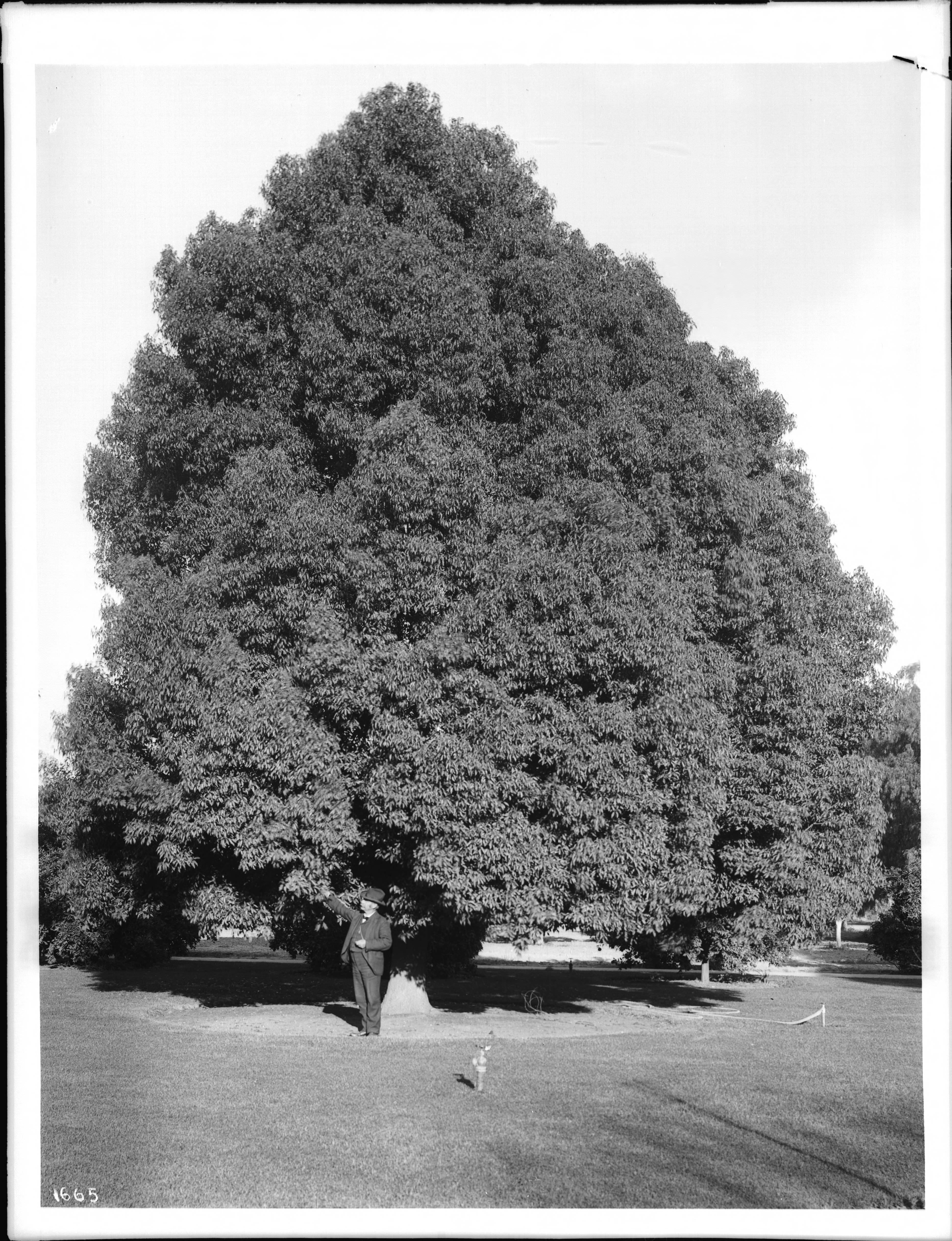
Kalifornie

## Obsažené látky

### Terpenické látky

#### Terpeny
| - bisabolen - α-bisabolol - β-bisabolol - borneol - 1,8-cineol - cinnamonol - citronellol - p-cymen - p-cymol - 3,7-dimethyl-okta- 1,5-dien-3,7-diol - β-elemen - α-felandren - β-felandren - geranial - geraniol - guajazulen - humulen - junenol - kadinadien | - kadinen - kadinenol - kafr - α-kalakoren - kamfen - kamferenol - kamferenon - kamforacen - kamforen - kamforenon - karvakrol - β-karyofylen - kubenol - kuminol - kuminal - kempferol - kusunokinin - kusunokiol - kusunol - limonen | - linalool - myrcen - neral - nerol - nerolidol - cis-ocimen - trans-ocimen - ocimenol - α-pinen - β-pinen - sabinen - safrol - salven - β-selinen - suvenol - α-terpinen - γ-terpinen - terpinen-1-ol - terpinen-4-ol - α-terpinol |

#### Terpenické estery
| - α-terpinyl acetát | - geranyl acetát |  |

### Ostatní organické sloučeniny

#### Uhlovodíky
| - azulen |

#### Alkoholy
| - hexanol | - cis-3-hexenol |  |

#### Fenoly a jejich deriváty
| - kresol - ethylfenol | - eugenol - vanilin |  |

#### Aldehydy
| - acetaldehyd - heliotropin (piperonal) - α-hexanal - β-hexanal | - hexenal - kapronaldehyde - kaprinaldehyd - furfural | - myristinaldehyd - propional |

#### Ketony
| - methyl-isobutyl-keton | - methyl-vinyl-keton |  |

#### Karboxylové kyseliny
| - kyselina citronelová - kyselina enanthová - kyselina isomáselná - kyselina kapronová | - kyselina kaprylová - kyselina kávová - kyselina laurová - kyselina mravenčí | - kyselina myristová - kyselina octová - kyselina piperonylová - kyselina propionová |

#### Estery
| - linalyl acetát | - neryl acetát |  |